# Marius Ib Nyeboe
Marius Ib Nyeboe (* 25. Juli 1867 in Koldby, Hørdum Sogn; † 24. Juli 1946 in Jægersborg, Ordrup Sogn) war ein dänischer Ingenieur und Bergbauunternehmer.

## Leben

### Frühes Leben
Marius Ib Nyeboe war der Sohn des Proprietärs und Gasthofbesitzers Johannes Conrad Nyeboe (1830–1908) und seiner Frau Else Marie Korsgaard (1833–1911) und wurde in einer kleinen Stadt in Thy geboren. Er schloss 1886 die Schule ab und begann anschließend ein Ingenieursstudium, das er 1892 als cand. polyt. abschloss. Danach reiste er in die USA, wo er bei der New York Central and Hudson River Railroad als Brückeningenieur angestellt wurde. In dieser Zeit heiratete er am 9. August 1895 in New York City die Dänin Dagmar Nikoline Helms (1871–1944), Tochter des Schulverwalters Henrik Steffens Helms (1835–1914) und seiner Frau Ida Vilhelmine Caroline Petersen (1844–1893). Aus der Ehe entstanden die fünf Kinder Else, Ida, Esther, Johannes und Helle.

### Erfolgreiche Jahre
Anfang 1898 gründete er in Kopenhagen ein Ingenieurbüro, das er noch im selben Jahr in Zusammenarbeit mit dem Ingenieur Niels Frederik Nissen in Nyeboe & Nissen umtaufte. 1904 gründete das Unternehmen eine Auslandsfiliale in Hamburg, die 1909 nach Mannheim verlegt wurde, 1913 eine in Sankt Petersburg und 1915 eine in Moskau. Ab 1902 beschäftigte sich Nyeboe auch mit dem Torfabbau in Dänemark, den er zur Elektrizitätsgewinnung vorantrieb. Er ließ sich in Verbindung damit etwa 20 Technologien patentieren. Damit war sein Interesse für den Abbau von Rohstoffen geweckt und er ließ 1907 die Aktiengesellschaft Grønlandsk Minedrifts Aktieselskab gründen, die sich mit dem Kupferabbau in Südgrönland beschäftigen sollte. 1908 lernte er in Grönland Dagmar Andersen kennen, die kurze Zeit später Knud Rasmussen heiratete. Nyeboe wurde auf Vermittlung von Knud Rasmussens Frau Vorsitzender des Kap York Komité, das für die Finanzierung von dessen neuerrichteter Handelsstation in Thule verantwortlich war. Die Freundschaft zwischen Knud Rasmussen und Nyeboe zeigt sich auch darin, dass ersterer 1910 Patenonkel von Nyeboes jüngster Tochter Helle war. 1915 mussten Nyeboe und Nissen das gemeinsame Ingenieurbüro aufsplitten, da man während des Ersten Weltkriegs in Deutschland nicht damit einverstanden war, dass das Unternehmen auch Filialen im verfeindeten Russland betrieb. Während Nissen die deutschen Filialen übernahm, war Nyeboe für die Geschäfte in Dänemark und Russland zuständig. 1916 wurde Grønlandsk Grafit Compagni gegründet, um Grafit in Südgrönland abzubauen.

### Wirtschaftlicher Abschwung und späteres Leben
1917 wurden die russischen Filialen seines Ingenieurbüros verstaatlicht, was zu enormen Verlusten für Nyeboe führte. 1921 wurde er Mitglied des Komitees, das für die Finanzierung der Fünften Thule-Expedition zuständig war, für die ebenfalls Knud Rasmussen zuständig war. Anfang der 1920er Jahre führte der Zusammenbruch von Den Danske Landmandsbank, die ihm bisher mit Krediten ausgeholfen hatte, zu weiteren finanziellen Problemen und Rechtsstreitigkeiten. 1922 ließ Nyeboe den 1913 gefundenen Savik-I-Meteoriten nach Kopenhagen bringen, wobei die Kosten unerwartet stiegen, was zu einem Rechtsstreit führte, ob Nyeboe persönlich oder die Thulestation für die Mehrkosten aufkommen sollte. Diese Konflikte führten immer mehr zu finanziellen Verstimmungen zwischen Nyeboe und Knud Rasmussen, die bis zum Tod des letzteren im Jahr 1933 anhielten. 1925 endete der Kupfer- und Grafitabbau in Grönland. Im selben Jahr gründete er eine Torfbrikettfabrik (Kaas Briketfabrik), die er bis zu einer Zwangsversteigerung 1932 leitete. 1928 wandelte er das Ingenieurbüro in eine Aktiengesellschaft um und gab die Kontrolle über das Unternehmen ab. 1935 stieg er aus der Finanzierung der Thulestation aus. Die letzten zehn Jahre seines Lebens diente er als Ratgeber für den Bergbau in Grönland und widmete sich ansonsten wieder der Torfwirtschaft in Dänemark. Marius Ib Nyeboe starb 1946 am Tag vor seinem 79. Geburtstag in Jægersborg in der Gentofte Kommune.

### Ehrenposten und Auszeichnungen
Marius Ib Nyeboe war zudem Aufsichtsratsmitglied in der dänischen Moorindustrievereinigung, der dänischen Heidegesellschaft, dem Brennstoffrat, der dänischen Brennstoffkontrollvereinigung, De Danske Atlanterhavsøer (1917–1919), Dansk Samvirke (1919–1944), Dänemarks Amerikanischer Gesellschaft, dem dänischen Komitee der World Power Conference. Von 1917 bis 1921 war er Mitglied im Technikausschuss des Innenministeriums und Ministerialberater für Bergbau auf den Färöern. 1922 wurde er Mitglied im Aufsichtsrat des deutschen Unternehmens Hydrotorf. Von 1921 bis 1924 war er Mitglied im Vorstand von Det Grønlandske Selskab. Ab 1924 saß er zudem im Rat der Königlich Dänischen Geografischen Gesellschaft. 
1920 wurde er zum Ritter des Dannebrogordens ernannt. Als Dank für seine finanzielle Unterstützung benannte Knud Rasmussen die Halbinsel Nyeboe Land, den Nyeboe Gletsjer und den See Nyeboe Randsø in Nordgrönland nach ihm.